# Anders Magnus Dannholm
Anders Magnus Dannholm, född 18 mars 1802 i Sveaborg, död 31 januari 1836 i Helsingfors, var en finländsk pianotillverkare i Helsingfors.
Under sin livstid tillverkade Dannholm 10 till 20 taffelpianon.

## Biografi
Dannholm föddes 18 mars 1802 i Sveaborg. Han var son till snickarmästaren Johan Dannholm (född 1765). År 1825 bodde Dannholm i Helsingfors, där han kom att få privilegier för att starta en fabrik 7 maj. Den 2 juni 1835 gifte han sig med Ulrica Ekholm (född 1797). Dannholm avled 31 januari 1836 i Helsingfors.